# Cratere Steinbach
Steinbach  è un cratere sulla superficie di Venere. Deve il proprio nome a Sabina von Steinbach, scultrice tedesca del XIII secolo.